# Lypesthes vittatus
Lypesthes vittatus is een keversoort uit de familie bladkevers (Chrysomelidae). De wetenschappelijke naam van de soort werd in 1997 gepubliceerd door Zhou & Tan.